# 1963 في ألمانيا
فيما يلي قوائم الأحداث التي وقعت خلال عام 1963 في ألمانيا.

## سياسة

### تعيين في المنصب
- 16 أكتوبر – لودفيغ إيرهارت مستشار ألمانيا.

### انتهاء فترة المنصب
- 9 يناير – فرانز جوزيف ستراوس وزير الدفاع الألماني.
- 15 أكتوبر – كونراد أديناور مستشار ألمانيا.
- 15 أكتوبر – لودفيغ إيرهارت نائب المستشار.
- 31 أكتوبر – كورت غيورغ كيزينغر رئيس البوندسرات.
- 14 ديسمبر – إريك ألينهاور رئيس الحزب الديمقراطي الاجتماعي الألماني ‏.

## رياضة
- 1 يناير – جائزة ألمانيا الكبرى 1963 الفائز جون سورتيس.

## أفلام
من الأفلام التي صدرت هذه السنة في ألمانيا:
- 10 أبريل – عاري بين الذئاب من إخراج فرانك باير.

## مواليد

### يناير
- 1 يناير – إلكه ناترس كاتبة ألمانية.
- 1 يناير – تورستن ميرتين ممثل ألماني.
- 1 يناير – توماس هوبر ممثل ألماني.
- 1 يناير – رالف بونت كاتب ألماني.
- 1 يناير – غونتر أورينغر مصوّر سينمائي ألماني.
- 1 يناير – كريس كراوس
- 1 يناير – لوتز ريتميير مصوّر سينمائي ألماني.
- 19 يناير – غونتر بهنكي لاعب كرة سلة ألماني.
- 21 يناير – ديتليف شريمبف لاعب كرة سلة ألماني.

### فبراير
- 4 فبراير – أندرياس سيدون ملاكم ألماني.
- 4 فبراير – ويلي شنايدر
- 11 فبراير – رالف فالكينماير لاعب كرة قدم ألماني.
- 13 فبراير – رالف روكتشيجياني ملاكم ألماني.
- 16 فبراير – إريس كاميرر كاتبة ألمانية.

### مارس
- 1 مارس – توماس أنديرس
- 22 مارس – أوليغ كوزنيتسوف لاعب كرة قدم أوكراني.
- 30 مارس – سيلكي تيمبل كاتبة ألمانية.

### أبريل
- 24 أبريل – كريستوف مولر
- 25 أبريل – بيتر ماير سياسي ألماني.

### يونيو
- 4 يونيو – هانسي ناد لاعب كرة سلة ألماني.

### يوليو
- 11 يوليو – أليكس ستيبانيك لاعب كرة مضرب ألماني.
- 16 يوليو – أرمين شفارتز سائق رالي ألماني.

### أغسطس
- 9 أغسطس – بيترا باو سياسية ألمانية.
- 26 أغسطس – لودغر بيرباوم

### سبتمبر
- 27 سبتمبر – كارن ميتستشوك
- 29 سبتمبر – بيتر بلوف

### أكتوبر
- 5 أكتوبر – شارلوته لينك كاتبة ألمانية.
- 12 أكتوبر – ريمون أومان لاعب كرة قدم ألماني.
- 16 أكتوبر – أوي مولر لاعب كرة قدم ألماني.
- 16 أكتوبر – غينتر باكلي
- 30 أكتوبر – مايكل مارتينز ممثل ألماني.

### نوفمبر
- 1 نوفمبر – كاتيا ريمان ممثلة ألمانية.
- 23 نوفمبر – اندرياس شميدت

### ديسمبر
- 8 ديسمبر – توماس نيكولاي ممثل ألماني.
- 11 ديسمبر – كلوديا كوده-كيليش لاعبة كرة مضرب ألمانية.
- 19 ديسمبر – تيل شفايجر ممثل ألماني.
- 29 ديسمبر – غراسيانو روكتشيجياني

## وفيات

### يناير
- 1 يناير – أدولف ويبر (مواليد 1876) عالم اقتصاد ألماني.
- 23 يناير – لي لوري (مواليد 1877) نحات أمريكي.

### فبراير
- 19 فبراير – غوستاف بيتر بوكي (مواليد 1880) فيزيائي ألماني.
- 22 فبراير – فريتز بيكر (مواليد 1888) لاعب كرة قدم ألماني.

### مارس
- 21 مارس – يوزيف غاوخيل (مواليد 1916) لاعب كرة قدم ألماني.
- 22 مارس – سيلي أوسيم (مواليد 1909) لاعبة كرة مضرب ألمانية.

### يونيو
- 4 يونيو – غوستاف شلنبرغر (مواليد 1882)
- 26 يونيو – سوزان شارلوت إنجلمان (مواليد 1886)

### يوليو
- 2 يوليو – ليزا تيتزنر (مواليد 1894) كاتبة ألمانية.

### أكتوبر
- 24 أكتوبر – كارل بوهلر (مواليد 1880)
- 27 أكتوبر – برتولد أمير بادن (مواليد 1906)

### ديسمبر
- 1 ديسمبر – كارل كوخ (مواليد 1892) مخرج أفلام ألماني.
- 5 ديسمبر – كارل أماديوس هارتمان (مواليد 1905) ملحن ألماني.
- 12 ديسمبر – تيودور هويس (مواليد 1884) الرئيس الأول لجمهورية ألمانيا الاتحادية (1949-1959).
- 14 ديسمبر – إريك ألينهاور (مواليد 1901) سياسي ألماني.
- 28 ديسمبر – بول هيندميث (مواليد 1895)